# صلیب سرخ آلمان
صلیب سرخ آلمان (به آلمانی: Deutsches Rotes Kreuz) با دارا بودن بیش از ۳٫۵ میلیون عضو آن، سومین جامعه صلیب سرخ در جهان است.

این سازمان خدمات گسترده‌ای را در داخل و خارج آلمان ارائه می‌دهد.
صلیب سرخ آلمان با ساخت ۵۲ بیمارستان و مراقبت از سالمندان و کودکان و با سیستم پرستاری مراقبتی، خدمات اجتماعی خود را ارائه می‌دارد.

این سازمان ۷۵ درصد عرضه خون در آلمان و ۶۰ درصد خدمات پزشکی اورژانس در زمان وقوع حوادث را فراهم می‌سازد.
دفتر مرکزی سازمان صلیب سرخ آلمان (مدیریت فاجعه) کمک‌های بشردوستانه را برای بیش از ۵۰ کشور در جهان فراهم می‌کند.